# Mitterrand intime
Mitterrand intime est un récit biographique écrit par Charles Moulin (d), journaliste, éditeur et écrivain, sur sa longue amitié avec François Mitterrand, au moment où son ami accède aux plus hautes marches de l’État.

## Présentation
En introduction, Pourquoi ce livre ? se demande-t-il, c’est la question à laquelle Charles Moulin apporte une réponse. C’est une façon de faire le point, de nous guider sur l’itinéraire d’un homme qui avec l’élection présidentielle arrive à la croisée des chemins, et dont le destin en 1981 vient de rejoindre celui de son pays qu’il va diriger pendant deux septennats.

## Contenu
En France, le président de la République, depuis 1962, occupe une place centrale dans la définition et l’application de sa politique. François Mitterrand, lui qui a écrit un livre politique intitulé « Le coup d’état permanent », ne l’a pas voulu mais il va endosser cette responsabilité sans états d’âme. Dans ce contexte, il est important de connaître l’homme qui est investi d’un si grand pouvoir, connaître aussi bien ses goûts et ses habitudes que ses idées et les combats qu’il a menés pour les faire aboutir.
Avec cet ouvrage, on comprend mieux l’influence de son milieu et de ses années de formation, le cheminement de sa pensée à travers les épreuves qu’il a traversées, de l’Affaire des fuites à celle de l’Observatoire pour ne citer que les plus importantes, celles qui l’ont marqué et éclairent l’homme tel qu’il a pu apparaître en tant que président de la république.
Charles Moulin ne s’est pas voulu simplement biographe mais aussi homme de réflexion qui profite de son expérience d’écriture pour enrichir l’information qu’il apporte et éclairer les décisions, les réactions de l’homme à l’aune de son expérience.

## Le chêne et l'olivier
Sur ce symbole de ces deux arbres, le chêne du nord de la France et l'olivier celui du sud, qu'avait choisi François Mitterrand pour emblème, Charles Moulin a écrit ce poème en hommage à son ami : 

Chêne planté droit

Au cœur de la terre ancestrale

De tes racines profondes

Jaillit un tronc de force

Symbole de la loi

Et cette tranquille verdure

Feuilles serrées comme mains unies

En solidarité,

Tandis qu'en haut, contre le ciel,

Des rameaux d'oliviers en entrelacs

Épanouissent la justice

Et chantent l'amour de la paix.
  